# Mallar
Mallar é uma vila no distrito de Udupi, no estado indiano de Karnataka.

## Demografia
Segundo o censo de 2001, Mallar tinha uma população de 6052 habitantes. Os indivíduos do sexo masculino constituem 47% da população e os do sexo feminino 53%. Mallar tem uma taxa de literacia de 75%, superior à média nacional de 59,5%: a literacia no sexo masculino é de 80% e no sexo feminino é de 71%. Em Mallar, 10% da população está abaixo dos 6 anos de idade.